# OR-AND-Invert
OR-AND-Invert-Gatter (abgekürzt OAI-Gatter) sind eine Kombination von Logikgattern, die aus einem oder mehreren ODER-Gattern gefolgt von einem NAND-Gatter bestehen. Sie lassen sich in Logikfamilien wie CMOS oder TTL mit wenig Aufwand als gemischtes Gatter realisieren. Sie sind dual zu den AND-OR-Invert-Gattern.

## Übersicht
Die mit einem OAI-Gatter realisierte Funktion entspricht der negierten Product-of-Sums-Formulierung von booleschen Funktionen. {\displaystyle n} Gruppen mit {\displaystyle m_{i}}, {\displaystyle m_{i}\geq 1,i=1\ldots n} Eingangssignalen werden mit ODER verknüpft. Diese Werte werden dann mit einem NAND-Gatter mit {\displaystyle n} Eingängen verknüpft.

## Beispiele – 2-1 OAI-Gatter

Symbol für ein 2-1 OAI-Gatter.
Das ODER-Gatter hat die Eingänge A und B.

Ein 2-1 OAI-Gatter realisiert die Funktion
{\displaystyle Y={\overline {(A\lor B)\land C}}}
mit der Wahrheitstabelle
| Wahrheitstabelle 2-1 OAI |               |               |           |
| Eingang A B C            | Eingang A B C | Eingang A B C | Ausgang Y |
| 0                        | 0             | 0             | 1         |
| 0                        | 0             | 1             | 1         |
| 0                        | 1             | 0             | 1         |
| 0                        | 1             | 1             | 0         |
| 1                        | 0             | 0             | 1         |
| 1                        | 0             | 1             | 0         |
| 1                        | 1             | 0             | 1         |
| 1                        | 1             | 1             | 0         |

## Realisierung CMOS

Implementierung eines 3-1 OAI-Gatters in CMOS

OAI-Gatter können in CMOS effizient als gemischte Gatter implementiert werden. Ein Beispiel zeigt die folgende Abbildung.